# روبن لاميراس
فيصل عبد الله البورشيد لاعب كرة قدم برتغالي، ولد في (22 ديسمبر 1994) ،يلعب لصالح نادي السيلية.

## روابط خارجية
روبن لاميراس على موقع قاعدة بيانات كرة القدم.إي يو (الإنجليزية)
- روبن لاميراس على موقع Soccerway.com (الإنجليزية)